# Raimund Jungwirth
Raimund Jungwirth OCist (ursprünglich Franz Karl Jungwirth, * 15. Oktober oder 26. Oktober 1679 in Eisenstadt; † 22. Februar 1729 in Wien) war ein österreichischer Zisterzienser und von 1728 bis 1729 31. Abt von Stift Neukloster in Wiener Neustadt.

## Leben und Wirken
In seiner Jugend war Raimund Jungwirth in das Stift Neukloster in Wiener Neustadt eingetreten. Seit 1707 Präfekt des Wiener Hauses des Klosters, besorgte er die Angelegenheiten des Stiftes am Wiener Kaiserhof. Nach der krankheitsbedingten Resignation seines Vorgängers Robert Lang wurde Jungwirth am 15. oder 26. Oktober 1728, seinem 48. Geburtstag, mit 18 von 23 Stimmen zum Abt gewählt und am 18. November von Abt Placidus Mally von Stift Rein, der auch die Wahl geleitet hatte, in sein Amt eingeführt. Abt Raimund verstarb bereits nach kaum vier Monaten, am 22. Februar 1729, in Wien und wurde in der Äbtegruft von  Neukloster beigesetzt. Bei diesem Anlass wurde die Trost-Rede uber den fruhe-zeitigen Todt-Fall ... Raymundi Jungwirth ... Abbatensis von Josepho Waismayr (gedruckt Wiener Neustadt: Müller, 1729) vorgetragen.